# Joseph Hyacinthe François-de-Paule de Rigaud
Joseph-Hyacinthe-François de Paule de Rigaud, comte de Vaudreuil, né à Saint-Domingue le 2 mars 1740 et mort à Paris au palais du Louvre le 17 janvier 1817, est un courtisan français.
Lieutenant-général, grand fauconnier de France, chevalier des ordres du roi, pair de France, gouverneur du Louvre, membre libre de l’Académie des beaux-arts, il est connu pour avoir été l’ami du comte d’Artois, ainsi que le possible amant de la duchesse Gabrielle de Polignac et de la portraitiste Élisabeth Vigée Le Brun.

## Biographie
Fils de Joseph-Hyacinte de Rigaud, comte de Vaudreuil, gouverneur de la partie française de l’île de Saint-Domingue de 1753 à 1757, il fait la guerre de Sept Ans comme aide de camp du prince de Soubise, et comme officier supérieur de la gendarmerie. Il parvient ensuite au grade de lieutenant général. En 1782, il accompagne le comte d’Artois au siège de Gibraltar.
Nommé grand fauconnier de France dès 1780, le comte de Vaudreuil a beaucoup de succès à la cour. Proche de la reine Marie-Antoinette dont il est l’un des favoris, cousin de Gabrielle de Polignac, également favorite de la souveraine, il profite des largesses de celle-ci.
Il est notamment le propriétaire du château de Gennevilliers, dont il fait un rendez-vous apprécié du comte d'Artois et de ses proches. Couvert de dettes, il doit cependant revendre ce domaine en 1787, au duc d'Orléans.
Après le 14 juillet 1789, il quitte la France aux côtés du comte d'Artois, se rend avec lui à Turin, et l’accompagne ensuite, durant l’exil, dans différentes contrées, le soutenant fidèlement et veillant avec soin sur Louise de Polastron, le grand amour du comte d’Artois, jusqu’à son retour, en 1814.
Il est alors nommé pair de France et gouverneur du Louvre, et il meurt dans cette charge en janvier 1817.
Louis XVIII fait déposer le cœur du comte de Vaudreuil dans la chapelle Saint-Landry de l'église Saint-Germain-l'Auxerrois de Paris et son corps est inhumé dans la sépulture familiale au cimetière du Calvaire (Paris).

## Publications
- Correspondance intime du comte de Vaudreuil et du comte d'Artois pendant l'émigration (1789-1815)[3], avec introduction, notes et appendices par M. Léonce Pingaud, Paris, E. Plon, Nourrit et Cie, 1889 ; Pergamon press[4], cop. 1990

### Sources et bibliographie
- Louis-Gabriel Michaud, Biographie universelle ancienne et moderne, t. 19, Bruxelles, H. Ode, 1847, 358 p., p. 86
- « Joseph Hyacinthe François-de-Paule de Rigaud », dans Adolphe Robert et Gaston Cougny, Dictionnaire des parlementaires français, Edgar Bourloton, 1889-1891 [détail de l’édition]